# Elecciones provinciales de Catamarca de 1999
Las elecciones generales de la provincia de Catamarca de 1999 tuvieron lugar el domingo 21 de marzo del mencionado año con el objetivo de elegir al Gobernador y Vicegobernador, renovar 20 de las 41 bancas de la Cámara de Diputados y 8 de las 16 bancas del Senado Provincial, conformando el poder ejecutivo y el poder legislativo para el período 1999-2003. Se eligieron del mismo modo a los intendentes e integrantes de concejos deliberantes de la totalidad de los municipios.
Debido a que eran las primeras elecciones del año electoral de 1999, el presidente Carlos Menem puso especial énfasis en dichos comicios como una oportunidad para que el Partido Justicialista (PJ) viera renovado su apoyo luego de su derrota ante la naciente Alianza para el Trabajo, la Justicia y la Educación (coalición entre la Unión Cívica Radical y el Frente País Solidario) en las elecciones legislativas de medio término de 1997. En Catamarca, un bastión tradicional del radicalismo, la Alianza no se configuró debido a las discrepancias entre el Frente Cívico y Social (coalición provincial presidida por la UCR) y el FREPASO, para decidir la candidatura gubernativa. Controvertidamente, el gobernador Arnoldo Castillo, que no podía presentarse a un tercer mandato debido al límite impuesto por la constitución provincial, sostuvo la candidatura de su hijo, Oscar Castillo. Debía competir principalmente contra el justicialista Ramón Saadi, quien a su vez era apoyado por la coalición Unidos por Catamarca. Juana Vaccaroni fue candidata por un sector disidente del FREPASO, mientras que hubo otros tres candidatos por parte de partidos menores de izquierda.
En última instancia, Castillo se benefició de la popularidad de su padre y la impopularidad de Saadi y obtuvo una aplastante victoria con el 52.60% de los votos contra el 44.72% del candidato justicialista. Vaccaroni recibió el 1.84% de los votos, afectada por la polarización electoral radical-peronista en el Norte argentino, de extracción bipartidista. En el plano legislativo, el radicalismo retuvo su mayoría absoluta en las dos cámaras de la legislatura y el PJ fue la única fuerza opositora en obtener escaños. La abrumadora derrota electoral del FREPASO llevó a que este anunciara, a pocas horas de mostrarse los primeros cómputos, que se integraría al Frente Cívico y Social para formar parte del gobierno entrante, postura que fue aceptada por Castillo.
El triunfo radical en Catamarca fue considerado un fuerte golpe para el gobierno de Menem, en gran medida debido a que la elección era considerada un plebiscito sobre una posible segunda reelección, idea que fue descartada por todos los partidos opositores y parte del oficialismo.

## Antecedentes
Para la renovación legislativa de medio término de 1997, el oficialista a nivel nacional Partido Justicialista (PJ), debió enfrentar una confluencia electoral opositora compuesta por la Unión Cívica Radical (UCR) y el Frente País Solidario (FREPASO), que organizaron la Alianza para el Trabajo, la Justicia y la Educación, o simplemente La Alianza. Sin embargo, en varios distritos, especialmente en cuatro de los seis distritos federales gobernados por el radicalismo (Catamarca, Córdoba, Chubut y Río Negro) resultó muy difícil formar la coalición debido a las disputas entre el FREPASO minoritario y los líderes radicales provinciales, específicamente en la definición de candidaturas gubernativas y la conformación de listas que afectaran sus mayorías legislativas. Fuera de los grandes centros urbanos, el FREPASO (que a nivel nacional había roto el bipartidismo férreo entre el justicialismo y el radicalismo) prácticamente carecía de peso electoral, mientras que el extremo norte y el extremo sur del país el radicalismo conservaba su peso relativo y las elecciones continuaban siendo casi puramente bipartidistas.
Arnoldo Aníbal Castillo había sido gobernador de facto de Catamarca durante el último período de la dictadura militar autodenominada Proceso de Reorganización Nacional y luego, como candidato de la Unión Cívica Radical (UCR), había arrebatado la provincia al Partido Justicialista al ser electo gobernador por amplio margen en 1991. Su victoria fue posibilitada por la coalición Frente Cívico y Social (FCS), compuesta por la UCR en conjunto con otros partidos minoritarios de carácter provincial y nacional (incluyendo las dos facciones del Partido Socialista y la Democracia Cristiana) y por la conmoción posterior al asesinato de la adolescente María Soledad Morales, presuntamente a manos de hijos de funcionarios destacados de la administración justicialista, que llevó a la intervención de la provincia. En las elecciones legislativas de 1997, en las que se renovaba no solo la representación nacional, sino también la mitad de la legislatura provincial, el FREPASO no se unió al Frente Cívico, y este de todas formas logró una victoria aplastante por sí solo, obteniendo incluso mayoría absoluta de votos y triunfando en quince de los dieciséis departamentos. A pesar de su derrota, y de obtener solo el 7.77% de los votos, el FREPASO se negó a apoyar a Castillo, afirmando que su gobierno estaba virando hacia posturas caudillistas, y que era demasiado cercano al gobierno de Menem.
A pesar de la amplia victoria de la Alianza en las elecciones legislativas y de su muy posible triunfo en las próximas presidenciales, la coalición no terminó de configurarse a tiempo para varias elecciones gubernativas en muchos de los distritos. El 20 de diciembre de 1998, luego de que la elección fuera adelantada considerablemente, la alianza justicialista Unión por Córdoba obtuvo un amplio triunfo en las elecciones provinciales cordobesas con José Manuel de la Sota como candidato ante la desunión entre la UCR oficialista, que presentó al gobernador incumbente Ramón Mestre, y el aún débil FREPASO que presentó a Humberto Volando, poniendo fin a quince años de dominación radical sobre el segundo distrito más poblado del país. Ante esta situación, se llegó a pensar que tal división podría volver a afectar a la oposición al justicialismo de cara a las elecciones en los bastiones radicales, como Catamarca. Un intento del candidato a vicepresidente de la Alianza y dirigente del FREPASO, Carlos "Chacho" Álvarez de convencer a las seccionales del FREPASO de las provincias donde se produjeron conflictos de declinar sus candidaturas en favor de las fórmulas radicales no prosperó.

## Reglas electorales

### Cargos a elegir
Las elecciones se realizaron bajo el texto constitucional vigente desde 1855 en su versión reformada el 3 de septiembre de 1988. La misma establece que solo hay dos posibles fechas para una elección provincial, o un fin de semana de marzo (nueve meses antes del final del mandato constitucional) o al mismo tiempo que las elecciones generales nacionales, que se realizan tradicionalmente en octubre. Los cargos a elegir son:
- Gobernador y Vicegobernador elegidos por voto popular indirecto por el electorado de la provincia para un mandato de cuatro años. La constitución establece que la fórmula ejecutiva es reelegible y no aclara un límite de mandatos, lo que permite interpretar que una misma fórmula puede ser reelegida indefinidamente.[8]
- 41 diputados provinciales elegidos directamente por el electorado de la provincia con todo el territorio provincial como un único distrito mediante representación proporcional por listas con un umbral del 3% del padrón registrado y las bancas siendo distribuidas mediante el sistema D'Hondt. Los diputados se eligen de manera escalonada, con 20 siendo elegidos al mismo tiempo que el gobernador, y 21 durante las elecciones de medio término.[8]
- 16 senadores provinciales elegidos mediante escrutinio mayoritario uninominal con un escaño en representación de cada uno de los dieciséis departamentos que conforman la provincia. Se eligen también de manera escalonada por mitades, siendo renovados 8 senadores cada dos años.[8]

### Renovación del Senado
| Departamento             | Senadores | A renovar |
| ------------------------ | --------- | --------- |
| Ambato                   | 1         | 1         |
| Ancasti                  | 1         | —         |
| Andalgalá                | 1         | 1         |
| Antofagasta de la Sierra | 1         | —         |
| Belén                    | 1         | 1         |
| Capayán                  | 1         | —         |
| Capital                  | 1         | 1         |
| El Alto                  | 1         | —         |
| Fray Mamerto Esquiú      | 1         | 1         |
| La Paz                   | 1         | —         |
| Paclín                   | 1         | —         |
| Pomán                    | 1         | 1         |
| Santa María              | 1         | —         |
| Santa Rosa               | 1         | 1         |
| Tinogasta                | 1         | —         |
| Valle Viejo              | 1         | 1         |
| Total                    | 16        | 8         |

## Campaña

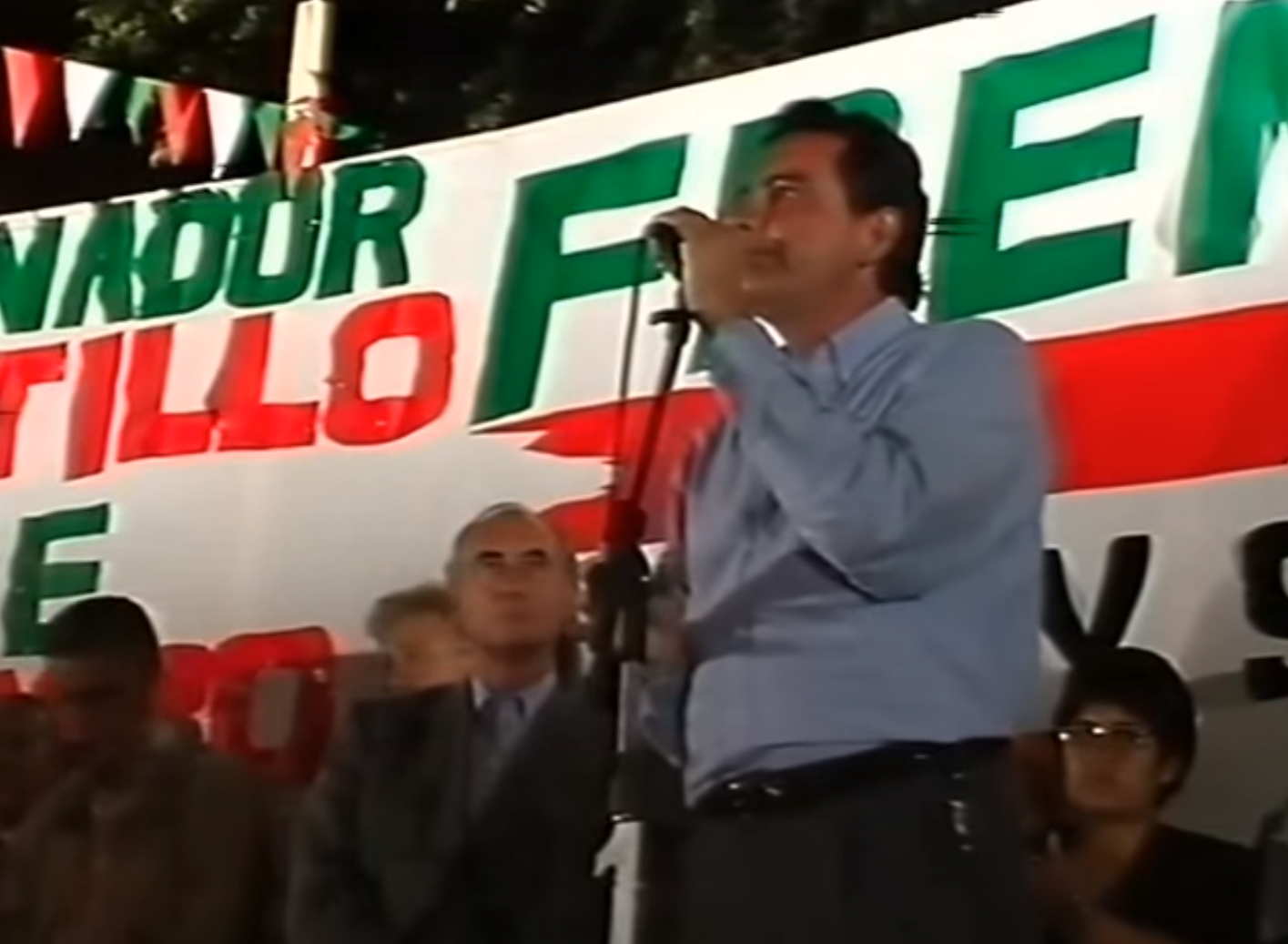
Castillo durante un acto de campaña en Santa María. Detrás, se puede ver al candidato presidencial radical Fernando de la Rúa.

Mientras que durante su gobernación Arnoldo Castillo había denunciado nepotismo en la administración justicialista anterior, encabezada por miembros de la familia Saadi (Ramón Saadi y su padre, Vicente Saadi), la candidatura gubernativa del Frente Cívico estuvo encabezada por su hijo, Oscar Castillo, candidatura que fue duramente criticada por el FREPASO, el cual presentó a la octogenaria Juana Vaccaroni de Soria, que había sido la primera mujer catamarqueña en recibirse de abogada. El justicialismo provincial formó una coalición similar al Frente Cívico, "Unidos por Catamarca" con otros partidos más pequeños, y presentó a Ramón Saadi nuevamente como candidato a gobernador.
El 27 de febrero, tres semanas antes de las elecciones, la madre de María Soledad Morales, Ada Rizzardo, concedió una entrevista en la que manifestó su miedo de que Guillermo Luque y Luis Tula (condenados el año anterior por el asesinato de su hija en [1990), fuesen indultados si Saadi ganaba las elecciones. También declaró que le preocupaba especialmente que los testigos que declararon en contra de los imputados fuesen perseguidos si se daba dicho escenario.
La idea de vencer en Catamarca (siendo un bastión tradicional de la oposición) podría haber reactivado las esperanzas de Menem de obtener una segunda reelección, pese a que la constitución se lo prohibía expresamente. Por eso, y a pesar de que dicha provincia solo representaba el 0.70% del padrón electoral nacional, el candidato justicialista, Saadi, trató de convertirla en un plebiscito nacional sobre el menemismo y buscó el apoyo del presidente, con el objetivo de lograr el mayor voto peronista posible. A mediados de marzo de 1999, Menem realizó una serie de visitas a municipios catamarqueños con el objetivo de recolectar adhesiones para Saadi. Los medios de comunicación contrarios al gobierno hicieron burla de esto, teniendo en cuenta que en 1991 el presidente había intervenido la provincia y depuesto a Saadi de su cargo por el asesinato de María Soledad Morales en territorio provincial por parte de hijos de importantes figuras de la administración justicialista. Las visitas de Menem no ayudaron a Saadi, sino que la popularidad en declive del presidente y su asociación con el candidato de hecho afectó severamente las posibilidades del justicialismo provincial.
Castillo hizo una campaña relativamente progresista y cuestionando la candidatura de Saadi y el apoyo de Menem. Castillo señaló que el gobierno menemista solo había destinado cuatro millones de dólares en aportes, mientras que La Rioja, provincia natal de Menem y vecina de Catamarca con casi la misma población, recibió 1.300 millones. Cuando recibió cuestionamientos con respecto a ser el hijo del gobernador saliente, Castillo declaró que, aunque estaba orgulloso de su padre, en realidad había estado enfrentado con él en muchos aspectos, poniendo como ejemplo el período de su padre como gobernador de facto, durante el cual si bien reconoció que trató de que hubiera la menor cantidad de detenidos posibles y actuó en gran medida en contra del statu quo represivo, él afirmó que por su parte "nunca" hubiera formado parte de un gobierno no constitucional, y recordó haber estado preso por ser militante universitario en aquella época. Con respecto a la candidatura separada del FREPASO, Castillo replicó que la "Alianza de Catamarca" era el Frente Cívico, mientras que solo dos partidos del FREPASO (el Partido Intransigente y el Partido del Frente) respaldaban la candidatura de Vaccaroni, por lo que no se podía considerar a la Alianza catamarqueña como separada.

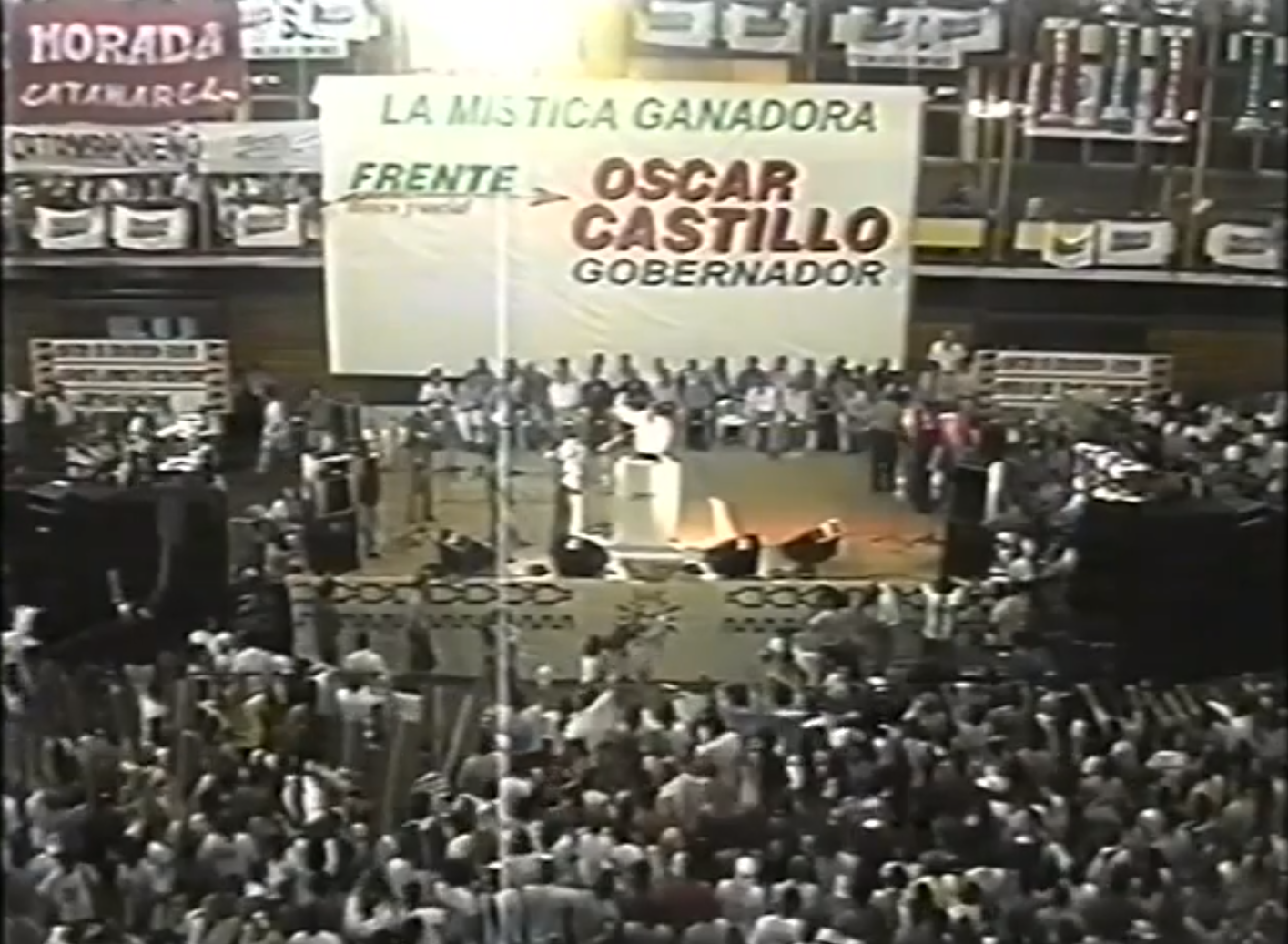
Acto de cierre de campaña de Castillo en el Estadio Polideportivo Capital, 16 de marzo de 1999.

El FREPASO, por su parte, basó su campaña en afirmar que Saadi y Castillo representaban, en última instancia, lo mismo, por tratarse de dos caudillos provinciales cuyos padres ya habían sido también gobernadores, y que su competición electoral resultaba más bien una lucha dinástica. El candidato a vicegobernador, Mario Fadel, del Partido del Frente, afirmó que: "tanto Ramón Saadi como Oscar Castillo son las dos caras de la misma moneda y representan un modelo de política que la gente quiere dejar atrás". En una entrevista anterior, Castillo había recordado que Fadel había sido ministro durante el gobierno de Saadi, y que por lo tanto realmente no constituía parte del FREPASO ni, por lo tanto, de la Alianza. Fadel denunció que militantes del Frente Cívico habían mentido a varios votantes al asegurarles que, en algunas localidades, el FREPASO apoyaba a Saadi, algo imposible por la ley electoral vigente.
La campaña fue considerada en última instancia vertiginosa: la coalición Unidos por Catamarca hizo pasear por la capital dos camionetas con parlantes y pantallas mostrando vídeos de la visita de Menem a la provincia, mientras que el 8 de marzo, Día de la Mujer, el Frente Cívico realizó un acto con la visita de la diputada Elisa Carrió. El mismo día, muchas dirigentes del FREPASO visitaron Catamarca también. A pesar de las visitas de Menem y del apoyo del 7% que el FREPASO tenía en las encuestas, el candidato presidencial de la Alianza, el radical Fernando de la Rúa, había evitado a toda costa hacer campaña en la elección catamarqueña para evitar disputas internas con el FREPASO. Sin embargo, luego de que Saadi sumara algunos apoyos en los últimos sondeos, decidió participar del cierre de campaña el 16 de marzo. La visita de De la Rúa, para varios analistas, destruyó las posibilidades tanto del PJ como del FREPASO.
Durante la veda electoral, a pesar de la prohibición de las campañas proselitistas, tanto el PJ como la UCR convocaron a conferencias de prensa en las cuales se hicieron controvertidas declaraciones sobre la posibilidad de que se cometiera un fraude electoral de parte de cualquiera de los dos frentes. Mientras que el PJ denunció que el gobierno provincial radical pensaba encarcelar a los fiscales de mesa opositores, la UCR expresó su temor de que el gobierno nacional menemista enviase riojanos, salteños o tucumanos a votar con documentos falsos.

## Resultados

### Gobernador y Vicegobernador
Durante los primeros cómputos, Saadi hizo filtrar la noticia a Crónica TV de que un sondeo por boca de urna lo posicionaba con una leve ventaja. En realidad, tal encuesta jamás se realizó y el PJ catamarqueño solo citó a un encuestador por nombre y apellido, Hugo Haime, el cual negó ante los medios haber realizado el sondeo. Sin embargo, la filtración evitó que el Frente Cívico se declarara ganador de inmediato, para impedir un conflicto. En última instancia, poco después de que se escrutaran la mitad de las mesas, Castillo era ganador indiscutido por diez puntos encima de Saadi, y el FREPASO no había cumplido su objetivo de superar el 7% de los votos. Al finalizar el conteo, el oficialismo provincial se imponía con el 52.70% de los votos contra el 44.72% de Unidos por Catamarca y el 1.84% del FREPASO, que había perdido casi todo su caudal electoral de tan solo un año y medio atrás.
|  | 52.60 % |

|  | 44.72 % |

|  | 1.84 % |

|  | 0.33 % |

|  | 0.28 % |

|  | 0.23 % |

|  | 98.01 % |

|  | 1.71 % |

|  | 0.28 % |

|  | 100.00 % |

|  | 82.77 % |

### Cámara de Diputados
|  | 52.86 % |

|  | 44.21 % |

|  | 1.99 % |

|  | 0.37 % |

|  | 0.32 % |

|  | 0.25 % |

|  | 96.41 % |

|  | 3.35 % |

|  | 0.24 % |

|  | 100.00 % |

|  | 82.77 % |

### Cámara de Senadores
|  | 54.18 % |

|  | 42.96 % |

|  | 1.99 % |

|  | 0.38 % |

|  | 0.25 % |

|  | 0.23 % |

|  | 95.74 % |

|  | 4.04 % |

|  | 0.23 % |

|  | 100.00 % |

|  | 83.59 % |